# Resist (Midnight Oil)
Resist è il tredicesimo album in studio del gruppo musicale australiano Midnight Oil, pubblicato nel 2022.

## Tracce
1. Rising Seas – 5:50 (Jim Moginie)
2. The Barka-Darling River – 6:49 (Rob Hirst, Moginie)
3. Tarkine – 4:20 (Moginie)
4. At the Time of Writing – 4:39 (Hirst, Moginie)
5. Nobody's Child – 4:27 (Peter Garrett, Moginie)
6. To the Ends of the Earth – 5:01 (Moginie)
7. Reef – 4:18 (Moginie)
8. We Resist – 5:18 (Moginie)
9. Lost at Sea – 4:45 (Hirst, Moginie)
10. Undercover – 3:15 (Garrett)
11. We Are Not Afraid – 4:29 (Garrett, Moginie)
12. Last Frontier – 6:53 (Garrett)